# Everybody Lies
Everybody Lies es el quinto episodio de la primera temporada de la serie Emerald City emitido por la NBC el 27 de enero de 2017.

## Sinopsis
Buscando vengarse por la muerte de su hermana, la Bruja del Este, la Bruja del Oeste toma como rehén a Dorothy y la interroga, mientras que el Mago busca ayuda del reino de Ev para vencer a la bestia.

## Historia
Después de ser atrapada por Ojo, Dorothy es entregada a la Bruja del Oeste quien comienza a interrogarla sobre la muerte de su hermana, la Bruja del Este. Cuando Ojo le pide a la bruja que cumpla con su promesa, salvar a su esposa Nahara de la prisión de los deplorados, Oeste le dice que regrese mañana y se reencontrará con ella.
Mientras tanto el Mago de Oz decide enviar por el rey August de Ev y su hija, la princesa Langwidere para que lo visiten en Oz y así pedirles ayuda para derrotar a la Bestia Eterna.
Por otro lado Eammon lleva a Lucas y a Silvye a su casa para esconderlos, ahí le dice a Lucas que él era uno de sus soldados, cuando Lucas le pregunta si él había sido responsable de lo sucedido en Nimbio, Eamonn le dice que no y que buscaría la forma de ayudarlo antes de que los guardias del Mago lo encontrarán, pero que debía esperarlo ahí. Más tarde esa noche Sylvie finalmente habla y llama a Lucas por su nombre, lo que hace que recuerde a Dorothy, Sylvie le muestra que Dorothy está en el mismo lugar que ellos y cuando Lucas le pregunta cómo lo sabe, Sylvie le muestra que puede sentirla, por lo que deciden salir a buscarla.
Mientras el Mago conversa con el rey, este le que lo ayude a que Randall regrese, lo que ocasiona que el Mago se de cuenta que el rey sufría de una enfermedad, cuando confronta a la princesa y le pregunta desde hace años ella gobernaba el reino de Ev, ella le dice que no sabe de lo que está hablando. Cuando el Mago le dice que pueden ayudarse mutuamente, la princesa le contesta que el día que la Bestia Eterna llegó él decidió salvar a Emerald City y dejó a su reino sólo para que se ahogara, lo que también ocasionó la muerte de su madre, por lo que el Mago le ofrece lo que ella quisiera, sin embargo Langwidere le dice que lo único que desea es ver a Emerald City arrasada y a él verlo en sufrir.
Cuando Eamonn va con el Mago, este se molesta cuando descubre que la joven pudo ganarle a uno de sus mejores soldados, el doctor también le da al Mago la bala que sacó del hombro de Eamonn, y aunque los demás no reconocen que es una bala el Mago sí lo hace. Poco después visita a Anna y le dice que quiere mostrarle lo que había encontrado.
De regreso al burdel, Oeste continúa lastimando a Dorothy para que le diga la verdad sobre la muerte de Este y sobre la información que ella quería decirle, sin embargo Dorothy no le dice nada lo que molesta a Oeste. Cuando le pide ayuda a Tip, ella le revela que era el niño que había salvado de Mombi, lo cual sorprende a Dorothy; al inicio Tip decide no ayudarla y le echa la culpa a Dorothy por su transformación dejándola en el calabozo. Oeste se transforma en Karen, quien le pide a Dorothy que le diga la verdad a la bruja y así ambas podrían salir, sin embargo lo único que obtiene de sus memorias son flashbacks de Este, sin embargo también descubre que Este sospechaba que Dorothy había sido enviada por Glinda para matarla. Cuando Oeste visita a Elizabeth, esta le revela imágenes de una confrontación entre Este y Glinda, lo que enfurece a Oeste, quien se da cuenta de que Glinda le estaba escondiendo algo.
Cuando Tip se da cuenta de que nada de lo que pasó fue culpa de Dorothy decide ayudarla y le da la llave para que pueda huir, sin embargo son descubiertas por Miranda, una de las empleadas de Oeste quien las había escuchado hablar e intenta matarlas para complacer a Oeste y así obtener de vuelta el puesto que le había quitado Tip, sin embargo Dorothy y Tip logran detenerla, y Dorothy escapa.
Lucas y Sylvie deciden irse de la casa de Eamonn y van al festival de la Bestia para buscar a Dorothy, sin embargo pronto Toby, uno de los guardias del Mago comienza a sospechar de ellos. Finalmente cuando los guardias descubren a Lucas y a Sylvie, Lucas los confrontan y cuando le pregunta a Toby porqué lo perseguían, este le revela que cuando lo detuvieron en Nimbo para ver lo que llevaba dentro de la carroza que conducía, el los había atacado y había matado a 10 hombres como si nada, asustado por sus acciones Lucas se detiene y le pide a Sylvie que huya y que le prometa que no iba a usar su magia de nuevo. Los guardias llevan arrestan a Lucas, y cuando Eamonn lo descubre les ordena que lo suelten, sin embargo Lucas le dice que no, ya que debía ser castigado por sus acciones, ya que creía que había sido el responsable de la muerte de las personas en Nimbo.
Mientras tanto cuando la princesa Langwidere le dice a Jack que la acompañe al festival, este le dice que no irá para divertirla, sin embargo cuando la princesa le dice que quiere que la acompañe ya que lo considera su amigo, Jack se ríe y le dice que no es su amigo, ya que siempre lo está tratando mal. En el festival cuando un grupo de hombres los atacan, Jack la defiende y la princesa agradecida lo besa y le dice a Jack que deben ser algo más que amigos.
Cuando Glinda llega al burdel y va con Oeste para encontrarse con Dorothy, descubren que había escapado, Miranda cuyas manos habían quedado atrapadas en la puerta le dice a Oeste que había intentado detenerla, pero cuando acusa a Tip de haber ayudado a Dorothy a escapar, Oeste no le cree y se enfurece por sus mentiras y termina matando a Miranda. Dorothy llega al festival donde se esconde y comienza a buscar la forma de llegar al Mago. 
Cuando Ojo regresa al burdel para reencontrarse con su esposa Nahara como la bruja del Oeste le había prometido si le llevaba a Dorothy, esta le revela que le había mentido, lo que molesta a Ojo.
Poco después Toto encuentra a Sylvie y se queda cuidándola; mientras tanto Dorothy logra entrar al castillo del Mago y cuando lo encuentra, se da cuenta de que está escuchando música, cuando el Mago le pregunta si está ahí para matarlo, Dorothy le dice que él provenía del mismo lugar que ella y cuando le pregunta cómo conocía a su madre Karen Chapman, el Mago se sorprende y la reconoce llamándola por su nombre "Dorothy" diciéndole que había vuelto a casa, lo que sorprende a Dorothy.

## Personajes

### Personajes principales
| Actor                | Personaje                        | Ocupación                  | Título                                |
| -------------------- | -------------------------------- | -------------------------- | ------------------------------------- |
| Adria Arjona         | Dorothy Gale                     | Enfermera / Bruja del Este | "La más Piadosa y Severa"             |
| Oliver Jackson-Cohen | Lucas / Roan / El Espantapájaros | Espadachín                 | -                                     |
| Joely Richardson     | Glinda, La Bruja Buena del Norte | Bruja                      | "Madre de los Sonidos y lo Puro"      |
| Vincent D'Onofrio    | El Mago de Oz                    | -                          | -                                     |
| Ana Ularu            | Bruja Malvada del Oeste          | Bruja                      | "Portadora de la Verdad y el Sosiego" |
| Gerran Howell        | Jack / El Hombre de Hojalata     | -                          | -                                     |
| Jordan Loughran      | Tippetarius "Tip"                | -                          | -                                     |
| Mido Hamada          | Eamonn                           | Guardia del Mago           | -                                     |

### Personajes secundarios
| Actor                   | Personaje           | Ocupación / Título              | Notas                     |
| ----------------------- | ------------------- | ------------------------------- | ------------------------- |
| -                       | Toto                | Perro policía                   | -                         |
| Florence Kasumba        | Bruja Mala del Este | Bruja                           | "La más Piadosa y Severa" |
| Stefanie Martini        | Princesa Langwidere | Lady de Ev                      | -                         |
| David Calder            | August              | Rey de Ev                       | -                         |
| Rebeka Rea              | Sylvie              | -                               | -                         |
| Gina Bellman            | Karen Chapman       | Madre de Dorothy                | -                         |
| Roxy Sternberg          | Elizabeth           | Miembro del Consejo de Oz       | -                         |
| Ólafur Darri Ólafsson   | Ojo                 | -                               | -                         |
| Isabel Lucas            | Anna                | Miembro del Consejo de Oz       | -                         |
| Vahid Gold              | Toby                | Guardia del Mago                | -                         |
| Amber Rose Revah        | Miranda             | Sirvienta de la Bruja del Oeste | -                         |
| Zadeiah Campbell-Davies | Indra               | Hija de Eamonn                  | -                         |
| Ryan Hayes              | Barrymore           | -                               | -                         |
| Richard Rifkin          | -                   | Doctor del Mago de Oz           | -                         |
| Tsogbaatar Batzorig     | -                   | Guardia del Mago                | -                         |
| Narantsogt Tsogtsaikhan | -                   | Guardia del Mago                | -                         |
| Laura Brook             | Mrs. Clifford       | -                               | -                         |
| Stewart Scudamore       | Hugh                | -                               | -                         |
| Margaréta Szabó         | Maeve               | -                               | -                         |

## Producción
El quinto episodio de la primera temporada fue dirigido por Tarsem Singh, contó con los escritores Matthew Arnold, Josh Friedman, Naomi Hisako Iizuka y Halley Wegryn Gross, basado en la serie de libros de L. Frank Baum.
La producción estuvo a cargo de Chris Thompson y Tommy Turtle, junto al coproductor Tony Roman, con el productor ejecutivo David Schulner, el productor asociado Thomas M. Horton y los productores de supervisión Tracy Bellomo y Peter Welter Soler (de España).
La cinematografía estuvo a cargo de Colin Watkinson, mientras que la edición estuvo en manos de Terry Kelley.